# Kanton Pont-Sainte-Maxence
Der Kanton Pont-Sainte-Maxence ist seit 1790 ein französischer Wahlkreis in den Arrondissements Clermont und Senlis, im Département Oise und in der Region Hauts-de-France; sein Hauptort ist Pont-Sainte-Maxence.
Der Kanton Pont-Sainte-Maxence unterhält seit 1982 eine partnerschaftliche Beziehung zur deutschen Gemeinde Sulzbach in Hessen.

## Gemeinden
Der Kanton besteht aus 22 Gemeinden mit insgesamt 32.036 Einwohnern (Stand: 1. Januar 2022) auf einer Gesamtfläche von 175,68 km²:
| Gemeinde                      | Einwohner 1. Januar 2022 | Fläche km² | Dichte Einw./km² | Code INSEE | Postleitzahl | Arrondissement |
| ----------------------------- | ------------------------ | ---------- | ---------------- | ---------- | ------------ | -------------- |
| Angicourt                     | 1.335                    | 4,96       | 269              | 60013      | 60940        | Clermont       |
| Barbery                       | 532                      | 7,60       | 70               | 60045      | 60810        | Senlis         |
| Bazicourt                     | 370                      | 3,82       | 97               | 60050      | 60700        | Clermont       |
| Beaurepaire                   | 64                       | 5,07       | 13               | 60056      | 60700        | Senlis         |
| Brasseuse                     | 114                      | 8,30       | 14               | 60100      | 60810        | Senlis         |
| Brenouille                    | 2.120                    | 4,31       | 492              | 60102      | 60870        | Clermont       |
| Cinqueux                      | 1.638                    | 6,79       | 241              | 60154      | 60940        | Clermont       |
| Les Ageux                     | 1.147                    | 5,00       | 229              | 60006      | 60700        | Clermont       |
| Monceaux                      | 948                      | 6,60       | 144              | 60406      | 60940        | Clermont       |
| Montépilloy                   | 151                      | 5,86       | 26               | 60415      | 60810        | Senlis         |
| Pontpoint                     | 3.279                    | 19,11      | 172              | 60508      | 60700        | Senlis         |
| Pont-Sainte-Maxence           | 12.343                   | 14,76      | 836              | 60509      | 60700        | Senlis         |
| Raray                         | 121                      | 6,72       | 18               | 60525      | 60810        | Senlis         |
| Rhuis                         | 134                      | 2,70       | 50               | 60536      | 60410        | Senlis         |
| Rieux                         | 1.553                    | 2,33       | 667              | 60539      | 60870        | Clermont       |
| Roberval                      | 352                      | 4,83       | 73               | 60541      | 60410        | Senlis         |
| Rully                         | 751                      | 15,45      | 49               | 60560      | 60810        | Senlis         |
| Sacy-le-Grand                 | 1.578                    | 17,70      | 89               | 60562      | 60700        | Clermont       |
| Sacy-le-Petit                 | 633                      | 7,45       | 85               | 60563      | 60190        | Clermont       |
| Saint-Martin-Longueau         | 1.431                    | 3,62       | 395              | 60587      | 60700        | Clermont       |
| Villeneuve-sur-Verberie       | 718                      | 8,16       | 88               | 60680      | 60410        | Senlis         |
| Villers-Saint-Frambourg-Ognon | 724                      | 14,54      | 50               | 60682      | 60810        | Senlis         |
| Kanton Pont-Sainte-Maxence    | 32.036                   | 175,68     | 182              | 6018       | –            | –              |

Bis zur Neuordnung bestand der Kanton Pont-Sainte-Maxence aus den 13 Gemeinden Beaurepaire, Brasseuse, Fleurines, Pontpoint, Pont-Sainte-Maxence, Raray, Rhuis, Roberval, Rully, Saint-Vaast-de-Longmont, Verberie, Verneuil-en-Halatte und Villeneuve-sur-Verberie. Sein Zuschnitt entsprach einer Fläche von 139,26 km2. 

## Veränderungen im Gemeindebestand seit der landesweiten Neuordnung der Kantone
2019: Fusion Ognon und Villers-Saint-Frambourg → Villers-Saint-Frambourg-Ognon